# Petr Hrbek
Petr Hrbek (* 3. April 1969 in Prag, Tschechoslowakei) ist ein ehemaliger tschechischer Eishockeyspieler, der in seiner aktiven Zeit von 1985 bis 2009 unter anderem für die Starbulls Rosenheim in der Deutschen Eishockey Liga sowie den HC Sparta Prag, HC Litvínov und HC Slavia Prag in der tschechischen Extraliga gespielt hat. Seit seinem Karriereende arbeitet Hrbek als Nachwuchstrainer beim HC Kobra Prag.

## Karriere
Petr Hrbek begann seine Karriere als Eishockeyspieler in seiner Heimatstadt in der Nachwuchsabteilung von Sparta ČKD Prag, für dessen Profimannschaft er von 1985 bis 1989 in der 1. Liga, der höchsten tschechoslowakischen Spielklasse, aktiv war. Die Saison 1989/90 musste er während seines Militärdienstes beim Armeesportklub ASD Dukla Jihlava verbringen. Von 1990 bis 1992 lief der Center erneut für Sparta Prag auf. Im Sommer 1992 einigte er sich mit den Detroit Red Wings, die ihn bereits im NHL Entry Draft 1988 in der dritten Runde als insgesamt 59. Spieler ausgewählt hatten, auf einen Vertrag und spielte in der Saisonvorbereitung im NHL-Kader. Kurz vor Saisonbeginn wurde er jedoch zu den Adirondack Red Wings aus der American Hockey League geschickt, die zu diesem Zeitpunkt das Farmteam der Red Wings waren. Er absolvierte 37 AHL-Spiele für das Franchise, erhielt aber keine Chance, sein Können in der National Hockey League zu beweisen. Daher und aufgrund einer Erkrankung seiner Tochter kehrte er mit seiner Familie in die Tschechoslowakei zurück. In den verbleibenden Spielen der Saison 1992/93 erzielte er 30 Scorerpunkte in 18 Partien und hatte damit großen Anteil daran, dass Sparta Prag den Meistertitel gewann.
Nach Auflösung der Tschechoslowakei trat er mit Sparta Prag in der Saison 1993/94 erstmals in der neu gegründeten tschechischen Extraliga an. Nach 17 Spielen verließ er die Mannschaft jedoch und schloss sich den Star Bulls Rosenheim aus der Eishockey-Bundesliga an. Die höchste deutsche Spielklasse wurde zur Saison 1994/95 ebenfalls reformiert und der Tscheche trat mit den Star Bulls im Nachfolgewettbewerb Deutsche Eishockey Liga an. 
Zur Saison 1995/96 kehrte Hrbek ein weiteres Mal zu seinem Stammverein Sparta Prag zurück. Die folgenden zweieinhalb Jahre verbrachte er bei dessen Extraliga-Rivalen HC Litvínov. Zur Mitte der Saison 1998/99 wechselte der zweifache Olympiateilnehmer zu Sparta Prags Erzrivalen HC Slavia Prag. Dort blieb er saisonübergreifend zwei Jahre lang, ehe er die Saison 2000/01 bei Sparta Prag beendete. Zur Saison 2001/02 wurde der Rechtsschütze vom EHC Freiburg aus der 2. Eishockey-Bundesliga verpflichtet. Im Laufe der Spielzeit schloss er sich jedoch dem Skellefteå AIK aus der Allsvenskan, der zweiten schwedischen Spielklasse, an. Zur Saison 2002/03 nahm er ein Vertragsangebot des Extraliga-Teilnehmers HC Havířov an. Anschließend verbrachte er je ein Jahr in Deutschland bei den Blue Lions Leipzig sowie dem Rostocker EC in der viertklassigen Eishockey-Regionalliga. Ab Spätsommer 2006 spielte er zunächst in der zweiten tschechischen Spielklasse für den HC Mělník. Im Oktober 2006 wechselte er in die fünfte deutsche Liga zum ERC Chemnitz, für den er bis zum Ende der Saison 2008/09 aktiv war. Anschließend beendete er seine Karriere im Alter von 40 Jahren. 

### International
Für die Tschechoslowakei nahm Hrbek im Juniorenbereich an der U18-Junioren-Europameisterschaft 1987 sowie den U20-Junioren-Weltmeisterschaften 1988 und 1989 teil. Bei der U18-EM 1987 gewann er mit seiner Mannschaft die Silber-, bei der U20-WM 1989 die Bronzemedaille. Bei der U20-WM 1988 wurde er zudem in das All-Star-Team des Turniers gewählt. Im Seniorenbereich stand er im Aufgebot der Tschechoslowakei bei den Olympischen Winterspielen 1992 in Albertville sowie bei der Weltmeisterschaft 1992. Bei beiden Turnieren gewann er mit der Tschechoslowakei die Bronzemedaille, wobei er bei der WM 1992 zudem in das All-Star-Team des Turniers gewählt wurde.
Für Tschechien nahm er an der Weltmeisterschaft 1993, bei der er mit seiner Mannschaft die Bronzemedaille gewann, sowie den Olympischen Winterspielen 1994 in Lillehammer teil.

## Erfolge und Auszeichnungen
- 1993 Tschechoslowakischer Meister mit dem HC Sparta Prag

### International
- 1987 Silbermedaille bei der U18-Junioren-Europameisterschaft
- 1987 All-Star-Team der U18-Junioren-Europameisterschaft
- 1988 All-Star-Team der U20-Junioren-Weltmeisterschaft
- 1989 Bronzemedaille bei der U20-Junioren-Weltmeisterschaft
- 1992 Bronzemedaille bei den Olympischen Winterspielen
- 1992 Bronzemedaille bei der Weltmeisterschaft
- 1992 All-Star-Team der Weltmeisterschaft
- 1993 Bronzemedaille bei der Weltmeisterschaft

## Karrierestatistik

### International
(Legende zur Spielerstatistik: Sp oder GP = absolvierte Spiele; T oder G = erzielte Tore; V oder A = erzielte Assists; Pkt oder Pts = erzielte Scorerpunkte; SM oder PIM = erhaltene Strafminuten; +/− = Plus/Minus-Bilanz; PP = erzielte Überzahltore; SH = erzielte Unterzahltore; GW = erzielte Siegtore; 1 Play-downs/Relegation; Kursiv: Statistik nicht vollständig)